# 前田建設
前田建設（日语：／ maedakensetsukōgyō kabushikigaisha），東證1部：1824，日本上市的建築公司，1919年由飛島組分析出來，成立為前田事務所，至1946年改組，成為現時的前田建設工業株式会社，總部設於東京都千代田區神田猿樂町。近年承辦的工程包括：日本青函隧道、東京灣跨海公路、香港汲水門大橋、香港國際機場、青沙公路（大圍高架橋，與百勤、新昌營造合營）、胡志明市都市鐵路1號線等。

## 主要工程
日本
- 關門橋（1971年）
- 青函隧道（1987年）
- 福岡巨蛋（1993年）
- 福岡凱悅酒店（1993年）
- 海螢火蟲停車區（1994年）
- 柏崎刈羽核能發電廠（1995年）
- 南長野運動公園棒球場（1996年）
- 橫濱市營地下鐵藍線下飯田車站（1997年）
- J-VILLAGE（1997年）
- 東京灣跨海公路（1998年）
- 北九州媒體巨蛋（1999年）
- 富山市體育館（1999）
- 八甲田隧道（1999年）
- 宇奈月大壩（2000）
- 相模原交流道 (2014年)
- 北陸新幹線黑部宇奈月溫泉站（2015年）

### 海外
香港
- 前田建設香港分所（1963年）
- 青荃橋（1987年）
- 龍鼓灘發電廠（1996年）
- 青衣西北交匯處（1997年）
- 汲水門大橋（1997年）
- 香港國際機場一號客運大樓（1998年，與保富集團、艾銘建築、中國建築及熊谷組合營）
- 紅磡繞道及公主道連接路段工程（1999年）
- 荔景站改善工程（1998年）
- 港鐵石硤尾站（1979年）、茘景站（1982年）、灣仔站（1985年）、青衣站（1998年，前田熊谷組聯營）、寶琳站（2002年）、康城站
- 九廣西鐵元朗站及錦田至屯門北段高架橋（2003年，與俊和集團合營）
- 九廣東鐵落馬洲支綫西段高架橋（2007年）
- 西貢公路改善工程第三期（2002年）
- 昂坪360（2005年）
- 啟思中學（2007年）
- 沙田新市鎮第二階段工程－建造T3號道路（2007年，與百勤、新昌營造合營）
- 青沙公路大圍高架橋（2008年，與百勤、新昌營造合營）
- 昂船洲大橋（2009年，與日立、橫河、新昌營造合營）
- NTT香港金融數據中心（2013年）
- 荃灣雨水排放隧道（2013年，與中國中鐵、水利合營）

中國
- 大亞灣核電廠（1994年）

越南
- 胡志明市都市鐵路1號線

中華民國
- 臺北捷運松山線（2014年）

## 醜聞
前田建設曾涉福岛县前知事佐藤荣佐久及其胞弟佐藤佑二的受贿案。前田建设的分包商水谷建設，涉嫌以高於市價的金額購入佐藤佑二名下的土地，當中牽涉高達1.7億日圓的利益輸送。